# Ron Pope

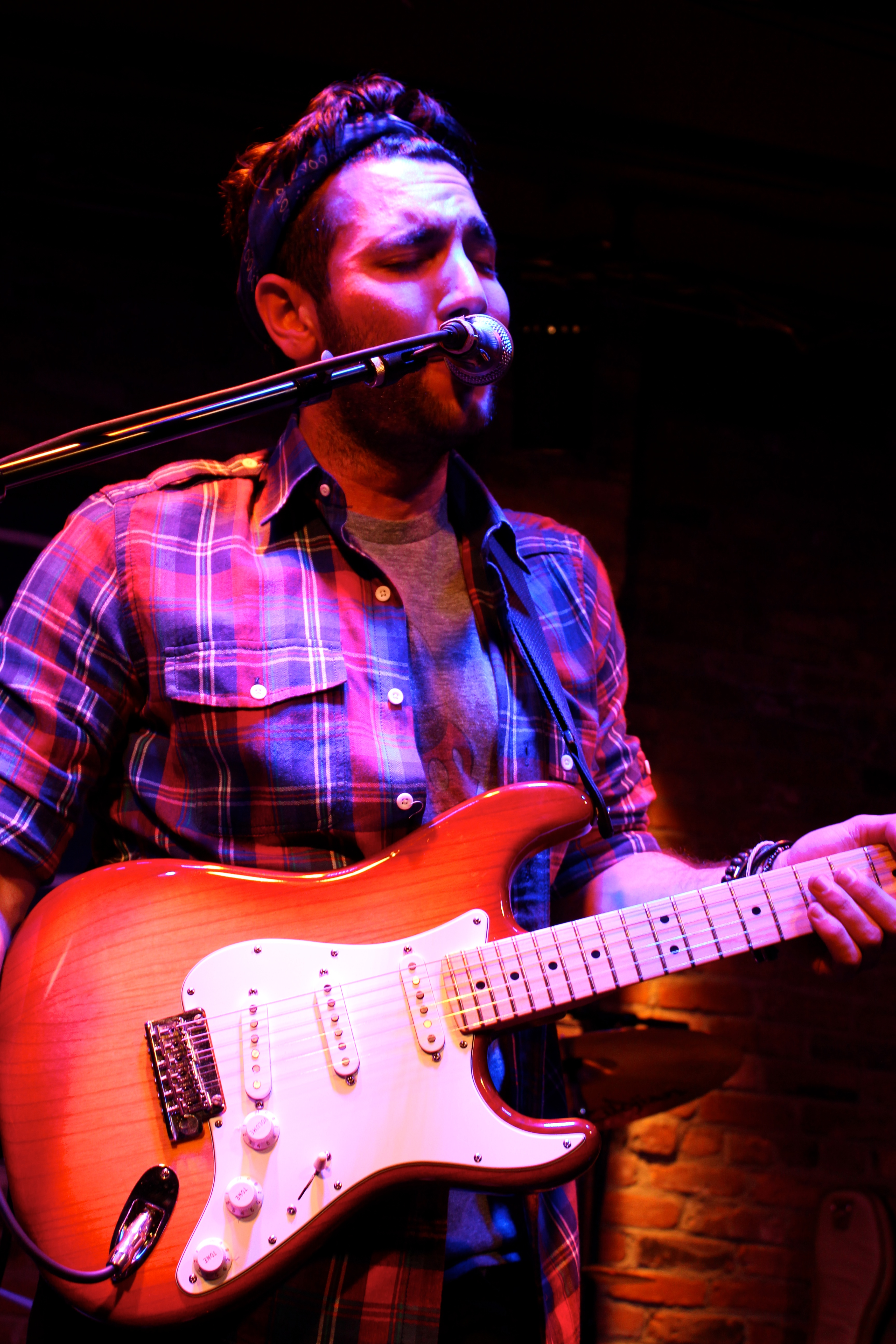

Ron Pope (* 23. Juli 1983; vollständiger Name Ronald Michael Pope) ist ein US-amerikanischer Pop- und Rock'n'roll-Singer-Songwriter. Er wuchs in Marietta, Georgia, in den USA auf und lebt zurzeit in New York City. Zusammen mit Zach Berkman schrieb er 2005 den Internethit A Drop in the Ocean, wodurch er den Durchbruch als Solokünstler schaffte. Mit seiner Musik ist er sowohl in den USA als auch international erfolgreich.

## Hintergrund und Karriere
Ronald Michael Pope wuchs am Stadtrand von Marietta in Atlanta auf. Dort besuchte er die East Cobb Middle School und die Joseph Wheeler High School. Das Gitarrespielen begann er sehr früh. Es nahm aber erst in der High School einen größeren Bestandteil in seinem Leben ein, als er in verschiedenen Bands mitwirkte. Nach der High School besuchte er für zwei Jahre die Rutgers University, um dort Baseball zu spielen.
Nach einer Verletzung, die seine Karriere beendete, wechselte er 2003 an die New York University (NYU), um seiner anderen Leidenschaft, der Musik, nachzugehen. Dort machte er 2005 seinen Abschluss in Anthropologie. Nach dem Beitritt zu einem Kurs über das Schreiben von Liedern mit anderen Studenten lernte er die späteren Bandmitglieder Zack Berkman und Paul Hammer kennen. Sie gründeten die Band The District mit Chris Kienel, Will Frish und Mike Clifford. Sie hatten als Collegeband auf dem NYU-Kampus großen Erfolg, weshalb sie über zwei Jahre durch die Vereinigten Staaten tourten und drei Alben aufnahmen: The District, The District Does Christmas und Last Call. Im Dezember 2010 traf sich die Band erneut, um Wellfleet aufzunehmen.
Im März 2008 trat Pope in der MTV-Show TRL als „Featured up and coming Artist“ auf. Er schrieb, produzierte und veröffentlichte selbstständig vier Alben: Daylight (2008), The Bedroom Demos (2009), Goodbye, Goodnight (2009) und Hello, Love (2009).
Im Mai 2009 unterzeichnete er einen Plattenvertrag mit Universal Republic. Nach einem Jahr bei Universal Republic und der Veröffentlichung von zwei Singles (A Drop in the Ocean und I Believe), verließ er das Label, um seine Musik wieder selbst zu produzieren. Seitdem hat er zwei Alben geschrieben, produziert und veröffentlicht: The New England Sessions (2009) und Whatever it Takes (2010). Sein eigenes Label heißt Hard Six Records. Er kreierte außerdem das Projekt 26 Tuesdays, in welchem er zwischen Juli und Dezember 2011 jede Woche eine neue Single veröffentlichte.
Im September 2011 nahm er sein neuestes Album in den The Magic Shop Studios in SoHo (Manhattan) auf. Das Album Atlanta erschien im April 2012. Die Neueste EP namens Monster erschien am 19. Dezember 2012.
Am 6. August 2013 erschien seine Single Lick My Wounds.

## Tournee
Im März 2011 war Pope auf einer neunwöchigen Tour quer durch die USA, um das Album Whatever It Takes zu promoten. Die Tour wurde von Ari Herstand und Zach Berkman unterstützt. Die zweite Hälfte der Tour endete in New York am 20. November 2011. In diesem Abschnitt spielten Alexis Babini und Zach Berkman im Vorprogramm. Im Februar 2012 unternahm Pope seine erste Tour außerhalb der USA. Die Tour umfasst Termine in London, Manchester und Nottingham in England.
Im Januar 2013 startete seine Monster Tour, in der er quer durch Europa tourte. Vorgesehene Städte waren:
London, Leeds, Birmingham, Manchester, Glasgow, Belfast, Dublin, Paris, Zürich, München, Antwerpen, Köln, Frankfurt am Main, Amsterdam, Hamburg, Berlin, Kopenhagen, Stockholm

## Diskografie

### Alben
- 2008: Daylight
- 2009: The Bedroom Demos
- 2009: Goodbye, Goodnight
- 2009: Hello, Love
- 2010: The New England Sessions
- 2010: Ron Pope Live & Unplugged in New York
- 2011: Whatever It Takes
- 2012: Atlanta
- 2012: Monster
- 2014: Calling Off The Dogs
- 2016: Ron Pope and the Nighthawks
- 2017: Work
- 2019: Daylight II
- 2020: Bone Structure

### Singles
- 2009: A Drop In The Ocean (UK: Gold, US: Platin)[6]